# إميل وولف
إميل وولف (بالإنجليزية: Emil Wolf)‏ هو فيزيائي أمريكي، ولد في 30 يوليو 1922 في براغ في التشيك، وتوفي في 2 يونيو 2018 في روتشستر في الولايات المتحدة.